# Šárka Zdeňková
Šárka Zdeňková (* 6. března 1978) je česká komunální politička, od roku 2014 zastupitelka Městské části Praha 11 za Hnutí pro Prahu 11 (HPP11), od 21. prosince 2022 do 7. prosince 2023 starostka MČ Praha 11.

## Život
Celý život bydlí na Praze 11. Své dětství prožila na Jižním Městě, nejprve na Hájích a později na Roztylech, kde žije i v roce 2023 s manželem a třemi dětmi.
Vystudovala sociologii, roku 2014 byla zvolená na kandidátce za Hnutí pro Prahu 11 do zastupitelstva MČ Praha 11. Dne 21. prosince 2022 byla zvolena starostkou MČ Praha 11, o necelý rok později 7. prosince 2023 byla zastupitelstvem odvolána.